# Arcana Heart 2
Arcana Heart 2 (アルカナハート 2?, Arukana Hāto 2) è un picchiaduro a incontri in 2D sviluppato dalla Examu, pubblicato per Arcade il 21 marzo 2008. Si tratta del sequel di Arcana Heart, ed è il primo titolo della serie ad essere sviluppato e pubblicato dalla Examu, dopo che i diritti del franchise erano stati ceduti all'azienda dalla Yuki Enterprise. Il gioco è stato presentato in anteprima in occasione dell'expo AOU2008. Il gioco presente sei nuovi personaggi, ognuno dei quali con una propria unica Arcana e nuove tecniche di combattimento.
Ne è stata poi pubblicata una versione aggiornata, Suggoi! Arcana Heart 2.

## Nuovi personaggi introdotti nel gioco
- Johanna Lagerkvist (ペトラ・ヨハンナ・ラーゲルクヴィスト?, Lagerkvist Johanna) (doppiata da Marina Inoue)
- Zenia Valov (ゼニア・ヴァロフ?, Valov Zenia) (doppiata da Kaori Shimizu)
- Elsa La Conti (エルザ・ラ・コンティ?, La Conti Elsa) (doppiata da Kaya Miyake)
- Clarice Di Lanza (クラリーチェ・ディ・ランツァ?, Di Lanza Clarice) (doppiata da Sayaka Ōhara)
- Catherine Kyohbashi (キャサリン京橋?, Kyohbashi Catherine) (doppiata da Ai Matayoshi)
- Dorothy Albright (ドロシー・オルブライト?, Albright Dorothy) (doppiata da Yū Kobayashi)

## Altri titoli della serie
- Arcana Heart (2006)
- Arcana Heart 3 (2009)